# Anna Shchagina
Anna Shchagina (née le 7 décembre 1991) est une athlète russe, spécialiste des courses de demi-fond. 

## Biographie

### Palmarès
| Date | Compétition                       | Lieu        | Résultat | Épreuve | Performance   |
| ---- | --------------------------------- | ----------- | -------- | ------- | ------------- |
| 2014 | Championnats d'Europe par équipes | Brunswick   | 2e       | 1 500 m | 4 min 15 s 04 |
| 2015 | Championnats d'Europe par équipes | Tcheboksary | 1re      | 1 500 m | 4 min 15 s 22 |
| 2015 | DécaNation                        | Paris       | 2e       | 1 500 m | 4 min 18 s 17 |

### Records
| Épreuve | Performance  | Lieu      | Date         |
| ------- | ------------ | --------- | ------------ |
| 800 m   | 2 min 1 s 07 | Yerino    | 16 juin 2013 |
| 1 500 m | 4 min 5 s 58 | Marrakech | 8 juin 2014  |
| 3 000 m | 9 min 8 s 3  | Moscou    | 19 mai 2013  |